# Calupoh
Calupoh (calupo), o Perro lobo mexicano, es una raza canina híbrida nativa de México.
Esta raza híbrida fue desarrollada desde la década de 1990 a partir de un proyecto genético que involucró cruces entre perros y lobos, con el objetivo de realizar un rescate cultural, debido a que el perro lobo fue parte de la cultura regional durante mucho tiempo.
A pesar de ser una raza con inspiración prehispánica, el Calupoh es una mezcla de lobo mexicano con Pastor Alemán, estos últimos ejemplares inexistentes en el México prehispánico. Son ejemplares con una genética relativamente reciente, ya que su estabilidad genética no es aún definida en su totalidad. Con una certificación irregularmente temprana avalada por la Federación Canófila Mexicana, su participación en concursos ha sido impulsada por la organización Criadero Caliente, bajo la iniciativa del ingeniero Jorge Hank Rhon.

## Historia[1][2]
El estándar oficial de la raza cita el siguiente resumen histórico:
“El perro lobo de México surge como un hibridismo entre el perro y el lobo gris que se llevó a cabo en el México prehispánico desde inicios de nuestra era hasta el siglo XVI. Esta práctica fue posible debido a la enorme similitud genética entre ambas especies y, gracias a un intenso trabajo arqueozoológico, fue posible identificar al primer ejemplar en 1999. 
La razón para que esto sucediera no fue solamente que los antiguos perros y lobos compartieran un territorio y las cruzas se dieran de manera casual. Los restos encontrados en lugares tan especiales como el Templo de Quetzalcóatl a manera de adornos de la élite, en la Pirámide de la Luna como ofrenda y en el Templo Mayor en México-Tenochtitlan asociados con sacrificios, sugieren que se trataba de animales con un significado espiritual muy alto. 
El lobo era asociado simbólicamente con sacrificios en los que la sangre corría en gran cantidad, la milicia y el espacio nocturno debido a su condición de depredador poderoso, con gran capacidad para el enfrentamiento, animal social que trabaja en equipo y entidad de vida nocturna. El perro, por su parte, era considerado un animal de alta fecundidad, cuyo ciclo reproductivo se traslapaba con el de la lluvia y con el del ciclo agrícola, aspectos que valieron su asociación religiosa con el agua, la agricultura, la fertilidad y la buena fortuna. Un híbrido de lobo y perro sería entonces un ejemplar manejable que poseía la suma de los valores simbólicos de sus padres y, por tanto, se emplearía en ritos en donde su condición dual resulta ser fundamental, por ejemplo, aquellos dedicados a las actividades económicas más importantes: la agricultura y la guerra. 
El retomar de manera formal el proyecto genético que alguna vez fue parte de nuestra vida diaria era sumamente importante, ya que sin él, no estaría completo el espectro de subespecies caninas que representa la historia del continente. En un trabajo genético que se realiza desde mediados de la década de los 90, presentamos con gusto al Calupoh Perro Lobo de México, que completa la propuesta original de la cinofilia que practicaban los norteamericanos desde hace más de 2000 años.”